# Guillermo Atsbury
Guillermo Atsbury (nacido en Rosario) fue un futbolista argentino. Se desempeñó en el puesto de arquero, defendiendo la casaca de Rosario Central.

## Carrera

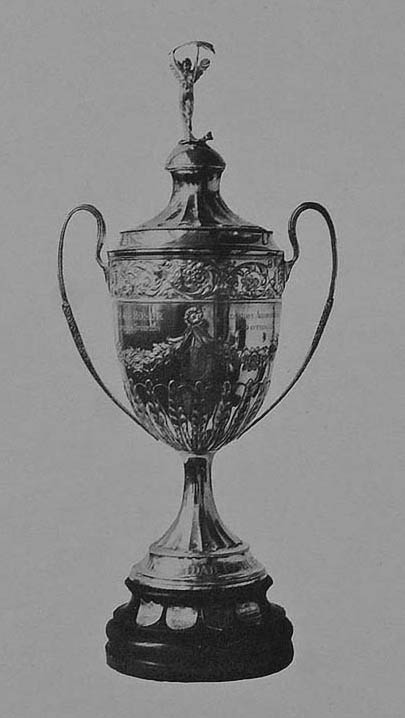
Trofeo de la Copa de Honor.

Integró el plantel de 1916 que obtuvo 3 títulos: 2 nacionales y 1 local. Si bien fue alternativa del arquero titular Ramón Moyano junto a Guillermo Niblo, tuvo importante participación en los dos torneos nacionales ganados por Central: las copas de Honor y de Competencia. También atajó en el encuentro decisivo de la Copa Cousenier de ese mismo año, en la que Central cayó derrotado 6-1 por Nacional de Uruguay. Sumó un título a nivel local al obtener la Copa Vila.

## Clubes
| Club            | País      | Año  |
| --------------- | --------- | ---- |
| Rosario Central | Argentina | 1916 |

## Palmarés

### Torneos nacionales oficiales
| Equipo          | País      | Título              | Año  |
| --------------- | --------- | ------------------- | ---- |
| Rosario Central | Argentina | Copa de Honor       | 1916 |
| Rosario Central | Argentina | Copa de Competencia | 1916 |

### Torneos regionales oficiales
| Equipo          | País      | Título                  | Año  |
| --------------- | --------- | ----------------------- | ---- |
| Rosario Central | Argentina | Liga Rosarina de Fútbol | 1916 |
| Rosario Central | Argentina | Copa Damas de Caridad   | 1916 |